# ラジオ・ウォール・オブ・サウンド
「ラジオ・ウォール・オブ・サウンド」（Radio Wall Of Sound）は、スレイドの楽曲である。1991年10月7日にポリドール・レコードからシングル盤として発売された。作詞作曲はジム・リーが手がけており、リード・ボーカルもリーが務めた。シングル盤は、全英シングルチャートで最高位21位を獲得し、スレイドにとってシングルチャート入りした最後のシングルとなった。

## 背景
「ラジオ・ウォール・オブ・サウンド」は、元々はリーによるソロ曲で、1990年のファンクラブのインタビューで「『ラジオ・ウォール・オブ・サウンド』という曲を書いた時、それはスレイドの曲のように聴こえた。弟のフランクも同じことを言っていたよ」と語っている。リーはデモ音源を別の作品と組み合わせて、本作を仕上げた。
本作のレコーディングは、ロンドンのウォーダー・ストリートにあるベースメント・スタジオと、バーミンガムにあるリッチ・ビッチ・スタジオで行なわれた。通常、スレイドの楽曲はノディ・ホルダーがリード・ボーカルを務めているが、リッチ・ビッチ・スタジオでのボーカルのレコーディング中に火事が発生したこと、さらにホルダーが歌うにはキーが低いことから、ヴァースのリード・ボーカルはリーのデモ音源がそのまま使用された。
DJによるボイスオーバーのパートを楽曲に取り入れるにあたり、バンドは放送作家で司会者のマイク・リードに話を持ちかけた。このことについて、リードは自伝『Seize the Day』で、「彼らは、この曲に動きをつけるにはアメリカンスタイルのDJの話し声が必要だと感じて、僕にロンドン北部のスタジオに立ち寄れるかどうか尋ねてきた」と振り返っている。

## リリース
「ラジオ・ウォール・オブ・サウンド」は、コンピレーション・アルバム『ウォール・オブ・ヒッツ』からの先行シングルで、イギリスや欧州全域で7インチシングル、マキシシングル、シングル・カセットで発売され、イギリスでは12インチシングルとしても発売された。B面にはデイヴ・ヒルと元ウィザードのビル・ハントの共作「レイ・ユア・ラヴ・オン・ザ・ライン」が収録され、2007年に発売されたコンピレーション・アルバム『B-Sides』にも収録された。なお、12インチシングルおよびマキシシングルには、1973年に発売された「カモン!!」がカップリング曲として追加収録された。
シングル盤は、全英シングルチャートで最高位21位を獲得し、1984年以来のトップ40入りを果たした。

## プロモーション
「ラジオ・ウォール・オブ・サウンド」のミュージック・ビデオは、ウィリアム・クラークが監督を務めた作品で、1991年9月に撮影された。このビデオは、ラジオ局の屋上でメンバーが演奏するという内容になっている。
イギリスでは、『トップ・オブ・ザ・ポップス』や『Motormouth』などの音楽番組で演奏された。

## 評価
『ニュース・オブ・ザ・ワールド』紙のジョン・ミラードは、「スレイドは、まだすごくすごく騒々しい。10月のヒット曲『ラジオ・ウォール・オブ・サウンド』は、70年代のスレイドの騒々しく、生き生きとした全盛期を思い出させる曲だった」と評している。ボブ・スタンリーは、2013年に出版した著書『Yeah Yeah Yeah: The Story of Modern Pop』で「バンドの近代のキャリアにおける『輝かしい瞬間』」と評している。

## シングル収録曲
| #         | タイトル                                                          | 作詞・作曲                             | プロデューサー | 時間 |
| --------- | ----------------------------------------------------------------- | -------------------------------------- | -------------- | ---- |
| 1.        | 「ラジオ・ウォール・オブ・サウンド」(Radio Wall Of Sound)         | ジム・リー                             | ジム・リー     | 3:47 |
| 2.        | 「レイ・ユア・ラヴ・オン・ザ・ライン」(Lay Your Love On The Line) | ビル・ハント デイヴ・ヒル （ 英語版 ） | ジム・リー     | 3:09 |
| 合計時間: | 合計時間:                                                         | 合計時間:                              | 合計時間:      | 6:56 |

| #         | タイトル                                                          | 作詞・作曲                  | プロデューサー       | 時間  |
| --------- | ----------------------------------------------------------------- | --------------------------- | -------------------- | ----- |
| 1.        | 「ラジオ・ウォール・オブ・サウンド」(Radio Wall Of Sound)         | ジム・リー                  | ジム・リー           | 3:47  |
| 2.        | 「レイ・ユア・ラヴ・オン・ザ・ライン」(Lay Your Love On The Line) | ビル・ハント デイヴ・ヒル   | ジム・リー           | 3:09  |
| 3.        | 「カモン!!」(Cum On Feel The Noize)                               | ノディ・ホルダー ジム・リー | チャス・チャンドラー | 4:31  |
| 合計時間: | 合計時間:                                                         | 合計時間:                   | 合計時間:            | 11:27 |

## クレジット
スレイド
- ノディ・ホルダー - ボーカル
- ジム・リー - リード・ボーカル、ベース、プロデューサー
- デイヴ・ヒル - リードギター
- ドン・パウエル - ドラム

外部ミュージシャン
- マイク・リード - DJボイス
- ザ・レジャー・プロセス - デザイン

## チャート成績
| チャート (1991年)               | 最高位 |
| ------------------------------- | ------ |
| ベルギー (Ultratop 50 Flanders) | 21     |
| アイルランド (IRMA)             | 30     |
| オランダ (Single Top 100)       | 22     |
| UK シングルス (OCC)             | 21     |

## カバー・バージョン
- ミック・ホワイト - 2004年に発売されたトリビュート・アルバム『Slade Remade - A Tribute To Slade』に収録。